# Акронска епархия
Акронската епархия (на английски: Diocese of Akron) е задгранична епархия на Българската православна църква, съществувала между 1969 и 1989 година. Седалището на епархията е в град Акрън, САЩ.
Епархията е създадена на 4 юли 1969 година с разделянето на дотогавашната Американска епархия на три части – Акронска, Нюйоркска и Детройтска. Тя включва по-голямата част от дотогавашната Американска епархия, включително енориите в Канада и Австралия, и има две архиерейски наместничества – в Торонто и Мелбърн.
От 1969 до 1972 година Акронската и Детройтската епархия имат общ временно управляващ – епископ Йосиф Знеполски. След това Детройтската епархия е присъединена към Акронската, чието ръководство е поверено на епископ Симеон Главиницки. През 1978 година той е заменен от епископ Дометиан Знеполски. От 1 април 1983 година Акронската епархия се администрира от епископ Йосиф Велички, който от 1986 година става и акронски митрополит.
На 18 декември 1989 година БПЦ обединява Нюйоркската и Акронската епархия, а митрополит на новата епархия става Йосиф Акронски.

## Митрополити
| Име                | Управление                      | Бележка                                       | Години      |
| ------------------ | ------------------------------- | --------------------------------------------- | ----------- |
| Йосиф Знеполски    | 4 юли 1969 – 17 декември 1972   | управляващ в нюйоркски м.                     | 1907 – 1987 |
| Симеон Главиницки  | 14 януари 1973 – 1979           | управляващ във викарий за Западна Европа      | 1926 – 2016 |
| Дометиан Знеполски | 1979 – 1 април 1983             | управляващ във викарий на Софийската епархия  | 1932 – 2017 |
| Йосиф              | 1 април 1983 – 18 декември 1989 | от велички е. в американски и австралийски м. | р. 1942     |